# Contea di Warren (Carolina del Nord)
La contea di Warren in inglese Warren County è una contea dello Stato della Carolina del Nord, negli Stati Uniti. La popolazione al censimento del 2000 era di 19 972 abitanti. Il capoluogo di contea è Warrenton.